# 유럽 고속도로 583호선
유럽 고속도로 583호선(European route E583)은 루마니아의 로만에서 우크라이나의 지토미르까지 이르는 B-클래스급 고속도로로, 총 연장은 628 km이다.

## 경로
- 루마니아
  - 로만 (E85)
  - 이아시
- 몰도바
  - 벌치
- 우크라이나
  - 모힐리우포딜스키 (E85)
  - 빈니차
  - 지토미르